# Saint-Memmie
Saint-Memmie és un municipi francès, situat al departament del Marne i a la regió del Gran Est. L'any 2007 tenia 5.356 habitants.

## Demografia

### Població
El 2007 la població de fet de Saint-Memmie era de 5.356 persones. Hi havia 2.383 famílies, de les quals 762 eren unipersonals (278 homes vivint sols i 484 dones vivint soles), 749 parelles sense fills, 622 parelles amb fills i 250 famílies monoparentals amb fills.
La població ha evolucionat segons el següent gràfic:
Habitants censats

### Habitatges
El 2007 hi havia 2.528 habitatges, 2.421 eren l'habitatge principal de la família, 11 eren segones residències i 96 estaven desocupats. 1.075 eren cases i 1.450 eren apartaments. Dels 2.421 habitatges principals, 1.117 estaven ocupats pels seus propietaris, 1.278 estaven llogats i ocupats pels llogaters i 25 estaven cedits a títol gratuït; 29 tenien una cambra, 131 en tenien dues, 434 en tenien tres, 767 en tenien quatre i 1.060 en tenien cinc o més. 1.347 habitatges disposaven pel capbaix d'una plaça de pàrquing. A 1.357 habitatges hi havia un automòbil i a 738 n'hi havia dos o més.

### Piràmide de població
La piràmide de població per edats i sexe el 2009 era:
| Homes | Edats   | Dones |
| ----- | ------- | ----- |
| 0     | 95 o +  | 0     |
| 8     | 90 a 94 | 8     |
| 24    | 85 a 89 | 20    |
| 48    | 80 a 84 | 56    |
| 92    | 75 a 79 | 108   |
| 76    | 70 a 74 | 112   |
| 132   | 65 a 69 | 124   |
| 84    | 60 a 64 | 152   |
| 108   | 55 a 59 | 136   |
| 200   | 50 a 54 | 244   |
| 164   | 45 a 49 | 200   |
| 164   | 40 a 44 | 192   |
| 236   | 35 a 39 | 264   |
| 192   | 30 a 34 | 276   |
| 228   | 25 a 29 | 176   |
| 144   | 20 a 24 | 168   |
| 185   | 15 a 19 | 208   |
| 165   | 10 a 14 | 244   |
| 216   | 5 a 9   | 168   |
| 180   | 0 a 4   | 176   |

## Economia
El 2007 la població en edat de treballar era de 3.420 persones, 2.569 eren actives i 851 eren inactives. De les 2.569 persones actives 2.334 estaven ocupades (1.153 homes i 1.181 dones) i 235 estaven aturades (94 homes i 141 dones). De les 851 persones inactives 361 estaven jubilades, 280 estaven estudiant i 210 estaven classificades com a «altres inactius».

### Ingressos
El 2009 a Saint-Memmie hi havia 2.399 unitats fiscals que integraven 5.460 persones, la mediana anual d'ingressos fiscals per persona era de 17.635 €.

### Activitats econòmiques
Dels 243 establiments que hi havia el 2007, 3 eren d'empreses extractives, 2 d'empreses alimentàries, 10 d'empreses de fabricació d'altres productes industrials, 30 d'empreses de construcció, 91 d'empreses de comerç i reparació d'automòbils, 9 d'empreses de transport, 7 d'empreses d'hostatgeria i restauració, 2 d'empreses d'informació i comunicació, 15 d'empreses financeres, 12 d'empreses immobiliàries, 23 d'empreses de serveis, 27 d'entitats de l'administració pública i 12 d'empreses classificades com a «altres activitats de serveis».
Dels 50 establiments de servei als particulars que hi havia el 2009, 1 era una oficina de correu, 4 oficines bancàries, 5 tallers de reparació d'automòbils i de material agrícola, 2 tallers d'inspecció tècnica de vehicles, 1 autoescola, 6 paletes, 4 guixaires pintors, 9 lampisteries, 4 electricistes, 3 empreses de construcció, 4 perruqueries, 1 veterinari, 4 restaurants i 2 salons de bellesa.
Dels 45 establiments comercials que hi havia el 2009, 3 eren supermercats, 1 un supermercat, 2 fleques, 2 carnisseries, 1 una carnisseria, 1 una peixateria, 2 botigues de roba, 3 botigues d'equipament de la llar, 3 sabateries, 1 una sabateria, 12 botigues de mobles, 3 botigues de material esportiu, 4 botigues de material de revestiment de parets i terra, 1 una botiga de material de revestiment de parets i terra, 2 perfumeries i 4 floristeries.
L'any 2000 a Saint-Memmie hi havia 22 explotacions agrícoles que ocupaven un total de 1.428 hectàrees.

## Equipaments sanitaris i escolars
Els 2 equipaments sanitaris que hi havia el 2009 eren farmàcies.
El 2009 hi havia 2 escoles maternals i 1 escola elemental. Saint-Memmie disposava d'un col·legi d'educació secundària amb 671 alumnes.

## Poblacions més properes
El següent diagrama mostra les poblacions més properes.